# Metasphaeria rubida
Metasphaeria rubida är en svampart som först beskrevs av A. Bloxam, och fick sitt nu gällande namn av Mordecai Cubitt Cooke 1892. Metasphaeria rubida ingår i släktet Metasphaeria och familjen Dothioraceae.   Inga underarter finns listade i Catalogue of Life.